# Léon Vaur
Léon Vaur est un homme politique français né le 3 février 1895 à Tourlaville (Manche) et décédé le 7 janvier 1994 à Cherbourg (Manche)
Quincailler à Cherbourg, il est conseiller municipal et conseiller d'arrondissement quand il est élu député en 1936. Membre de la commission de la Marine militaire, il est secrétaire de la Chambre en 1939.
Le 10 juillet 1940, il vote les pleins pouvoirs au maréchal Pétain, ce qui lui vaut d'être inéligible à la Libération.

## Sources
- « Léon Vaur », dans le Dictionnaire des parlementaires français (1889-1940), sous la direction de Jean Jolly, PUF, 1960 [détail de l’édition]